# Gauliga Oberschlesien
Gauliga Oberschlesien byla jedna z mnoha skupin Gauligy, nejvyšší fotbalové soutěže na území Německa v letech 1933 – 1945. Vytvořena byla v roce 1941 vyčleněním z Gauligy Schlesien. Pořádala se na území Slezska. Vítězové jednotlivých skupin Gauligy postupovali do celostátní soutěže, která trvala necelý měsíc, v níž se kluby utkávaly vyřazovacím způsobem.
Zanikla v roce 1945 po pádu nacistického Německa. Po jeho zániku připadlo území Slezska obnovenému Polsku.

## Nejlepší kluby v historii - podle počtu titulů
Zdroj: 
| Vítězové nejvyšší ligové soutěže |        |                  |
| Klub                             | Tituly | Vítězné ročníky  |
| Germania Königshütte             | 3      | 1942, 1943, 1944 |

## Vítězové jednotlivých ročníků
Zdroj: 
| Gauliga Oberschlesien (1941 – 1945)                                                                      |                          |                                 |               |
| Ročník                                                                                                   | Vítěz Gauligy            | Umístění v německém mistrovství | Německý mistr |
| 1941 – 1942                                                                                              | Germania Königshütte (1) | Osmifinále                      | FC Schalke 04 |
| 1942 – 1943                                                                                              | Germania Königshütte (2) | 1. kolo                         | Dresdner SC   |
| 1943 – 1944                                                                                              | Germania Königshütte (3) | 1. kolo                         | Dresdner SC   |
| • Gauliga byla v sezóně 1944/45 zrušena, a to kvůli přesunutí bojů druhé světové války na území Německa. |                          |                                 |               |